# Dry Creek (Oklahoma)
Dry Creek est une census-designated place du comté de Cherokee, dans l'État d'Oklahoma, aux États-Unis,. En 2020, elle compte une population de 223 habitants.